# Acrolepia nothocestri
Acrolepia nothocestri là một loài bướm đêm thuộc họ Acrolepiidae. Nó là loài đặc hữu của Oahu.
Ấu trùng ăn Nothocestrum longifolium. Chúng ăn lá nơi chúng làm tổ.